# Loriot de Timor
Oriolus melanotis
Espèce
Statut de conservation UICN

 LC  : Préoccupation mineure
Le Loriot de Timor  (Oriolus melanotis) est une espèce d'oiseaux de la famille des Oriolidae.
Cet oiseau peuple les petites îles de la Sonde orientales. Son habitat naturel est les forêts et mangroves sèches tropicales ou subtropicales.

## Sous-espèces
D'après la classification de référence (version 5.2, 2015) du Congrès ornithologique international, cette espèce est constituée des sous-espèces suivantes :
- Oriolus melanotis finschi : Wetar
- Oriolus melanotis melanotis : Timor